# Isole di Brissago
Le Isole di Brissago sono due isole nella parte svizzera del Lago Maggiore, a circa 2,5 km da Brissago e 3,5 km da Ascona, a 193,5 m s.l.m., altezza che corrisponde al punto geografico più basso della Svizzera.
L'isola più grande è chiamata Isola di San Pancrazio o anche Isola Grande e ospita il Parco botanico del Ticino. L'altra isola, chiamata Isola di Sant'Apollinare (dedicazione corrispondente a quella di una chiesa ivi edificata nei secoli XI-XII e di cui rimangono solo rovine) è ricoperta da vegetazione spontanea, mantenuta allo stato naturale. L'Isola di Sant'Apollinare ha anche altri svariati nomi: è altresì chiamata Isolino, Isola Piccola o Isola dei conigli. 
Le isole sono raggiunte dalla Navigazione Lago Maggiore con battelli in partenza principalmente da Porto Ronco, ma anche sulle linee principali con partenza da Locarno, Arona, Brissago e Ascona.

## Storia
Sull'Isola Grande sono state rinvenuti resti di epoca romana. Le isole servirono da rifugio per i primi Cristiani all'epoca delle persecuzioni; nel XIII secolo si insediarono nelle isole delle monache dell'ordine degli Umiliati. Sull'Isolino vi sono ancora i ruderi di una chiesa la cui costruzione risale a quell'epoca. Dopo la soppressione dell'ordine degli Umiliati, voluta nel 1571 da Papa Pio V, le isole rimasero inabitate.
Dal 1885 al 1927, le isole furono proprietà della baronessa Antoinette de Saint Léger, nata a San Pietroburgo e moglie di un diplomatico anglo-irlandese, Richard Flemyng, barone di Saint Léger, il quale lasciò definitivamente la moglie nel 1897. La baronessa vi costruì una villa e vi fece piantare alberi e piante provenienti da tutte le parti del mondo. Ella invitò sull'isola personalità dell'arte, dello spettacolo e politiche. A seguito di difficoltà economiche, nel 1927 dovette vendere le isole all'uomo d'affari e collezionista tedesco Max Emden.
Quest'ultimo fece abbattere la villa della baronessa e i resti di una chiesa e fece costruire un palazzo ampio e lussuoso di 30 locali, un giardino d'inverno ("l'orangerie"), il bagno romano (lungo 33 metri) e la darsena, tuttora esistenti. Alla sua morte, avvenuta nel 1940, il figlio Hans Erich Emden, emigrato in Cile, ereditò la proprietà, ma nel 1949 la vendette ad un consorzio che comprendeva il Canton Ticino, i comuni di Ascona, Brissago e Ronco sopra Ascona e l'organizzazione Patrimonio svizzero. In seguito alla vendita vennero resi accessibili al pubblico le isole ed il parco botanico.
Dal 2007 sull'Isolino l'Istituto delle Scuole speciali del Sopraceneri ha restaurato una casa esistente, con 14 posti letto, la quale viene gestita in proprio quale sede per attività scolastiche, gite e soggiorni di studio. Nel 2019 Il Dipartimento del territorio del Cantone Ticino ha siglato l’atto notarile che decreta il passaggio di proprietà delle Isole di Brissago al Cantone Ticino. Il rogito, sottoscritto dal Consigliere di Stato Claudio Zali, e dai rappresentanti dei Comuni di Ascona, Brissago e Ronco Sopra Ascona, di Pro Natura e Patrimonio svizzero ufficializza la cessione di tutte le quote di comproprietà delle Isole di Brissago al Cantone.

## Il parco botanico
Nel parco (2,5 ettari), che conta annualmente oltre 90 000 visitatori, si possono ammirare circa 1.700 specie di piante provenienti dal Mediterraneo, dall'Asia subtropicale, dal Sudafrica, dalle Americhe e dall'Oceania.
Grazie alla sua particolare posizione, il parco gode di un clima particolarmente mite, che consente la crescita e la sopravvivenza all'aperto di piante subtropicali che normalmente non resisterebbero alle temperature invernali della regione. Il clima particolarmente mite era già conosciuto e apprezzato nel passato come traspare dalla descrizione del frate milanese Paolo Morigia:
(Paolo Morigia, Historia della nobiltà et degne qualità del lago Maggiore)
(Paolo Morigia, Historia della nobiltà et degne qualità del lago Maggiore)
(Paolo Morigia, Historia della nobiltà et degne qualità del lago Maggiore)

## Galleria d'immagini

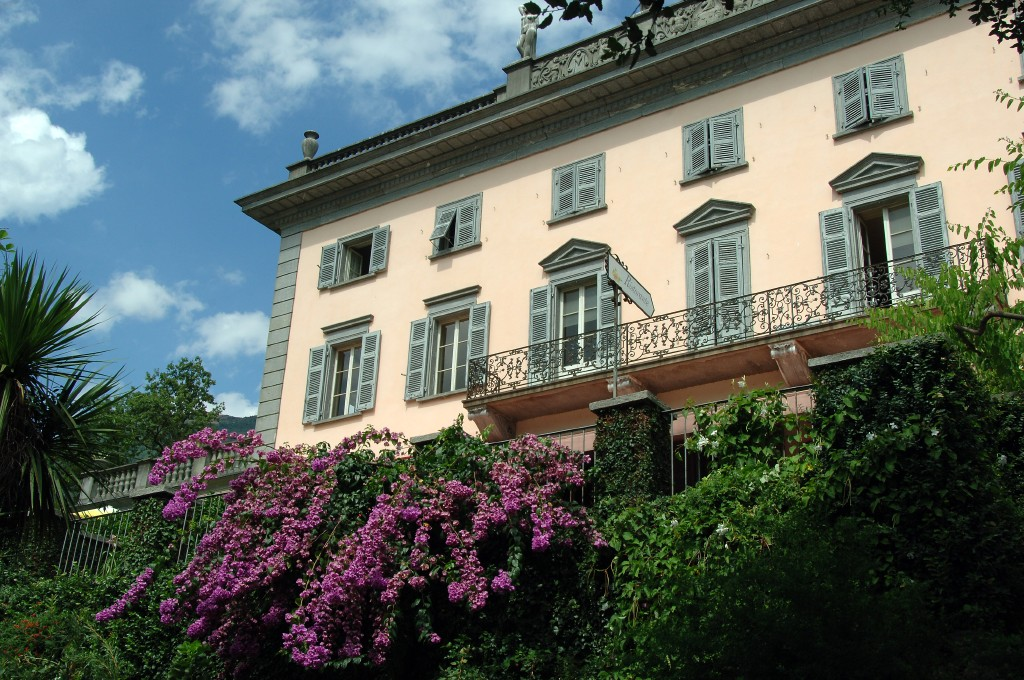
Villa Emden, nella quale vi sono attualmente un ristorante e un centro di esposizioni
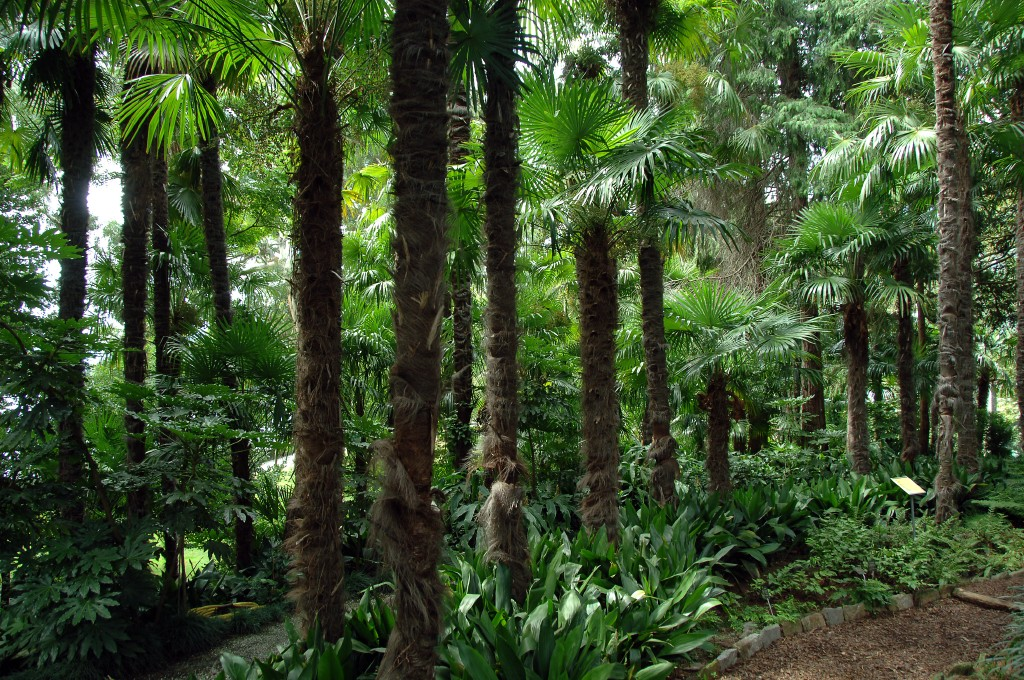
Bosco di palme
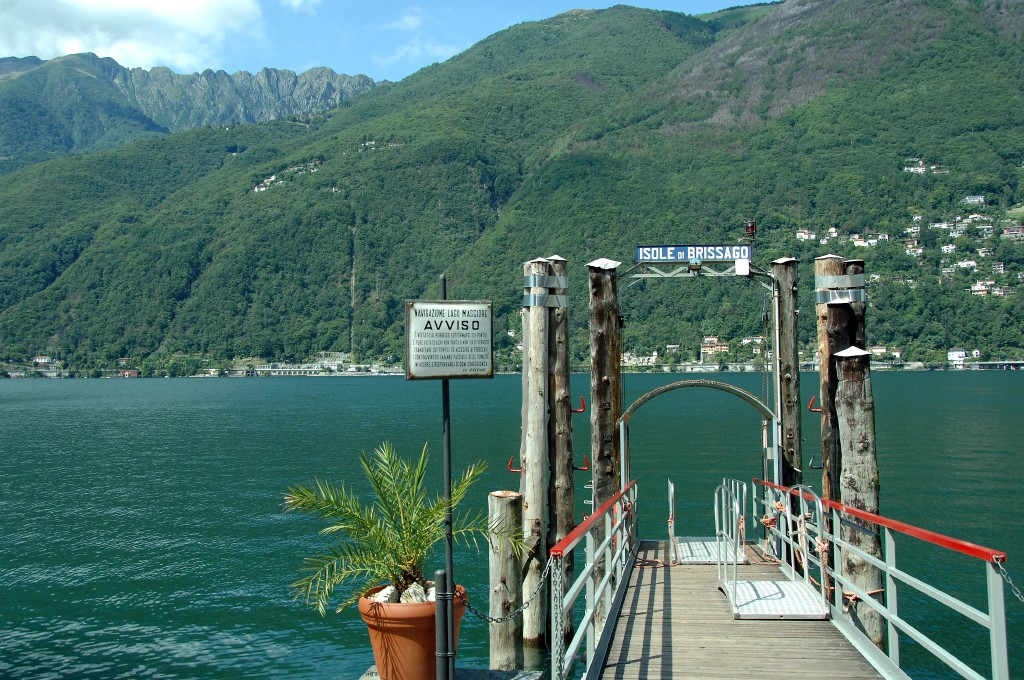
Attracco
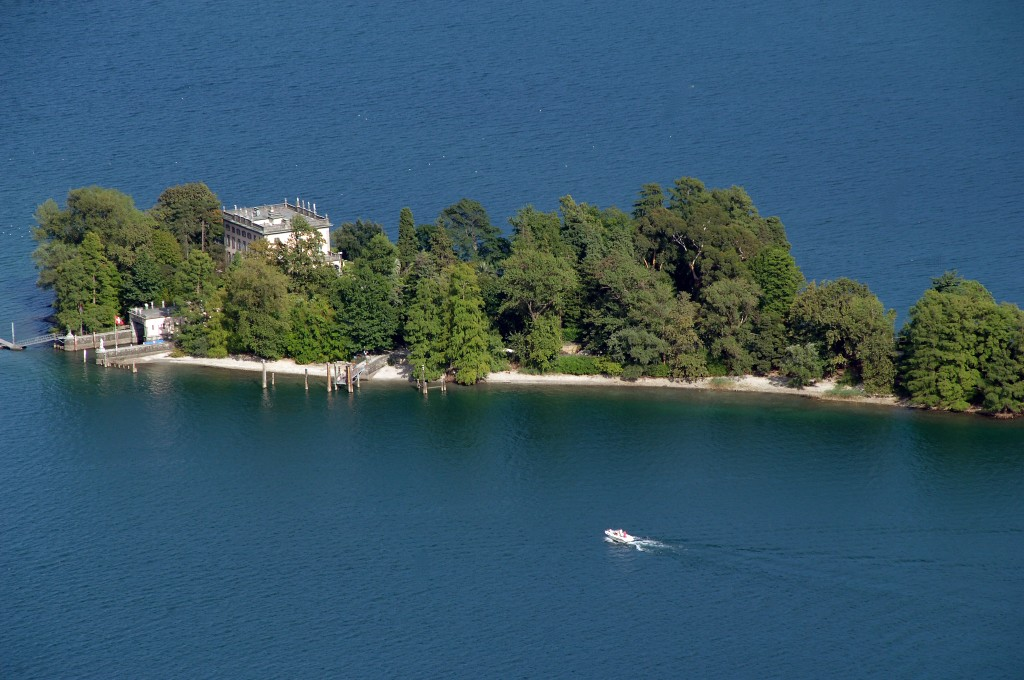
Isola Grande
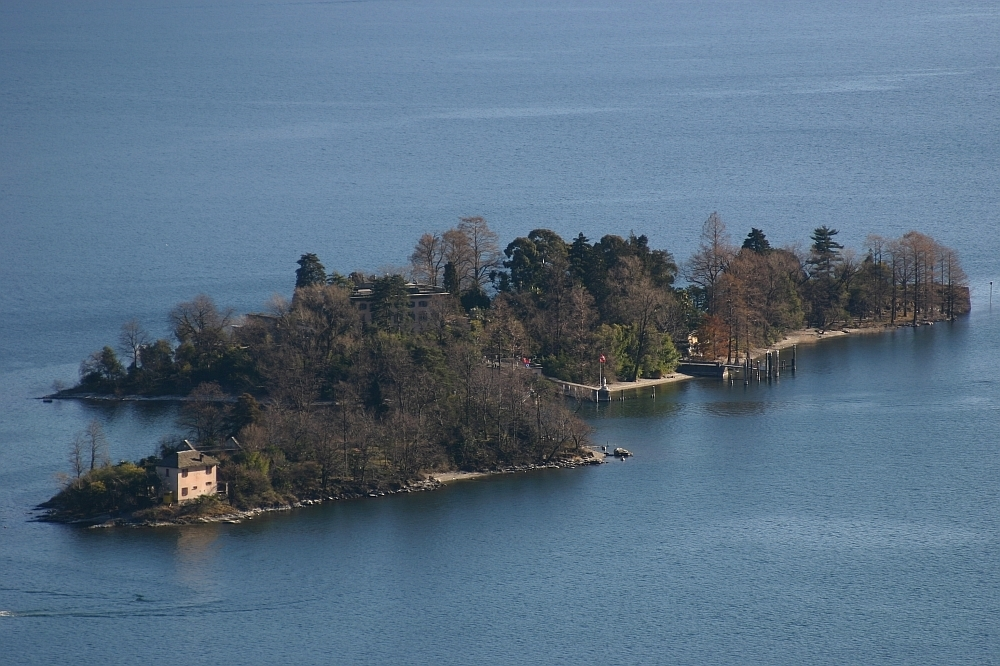
Isola grande e isolotto dei conigli
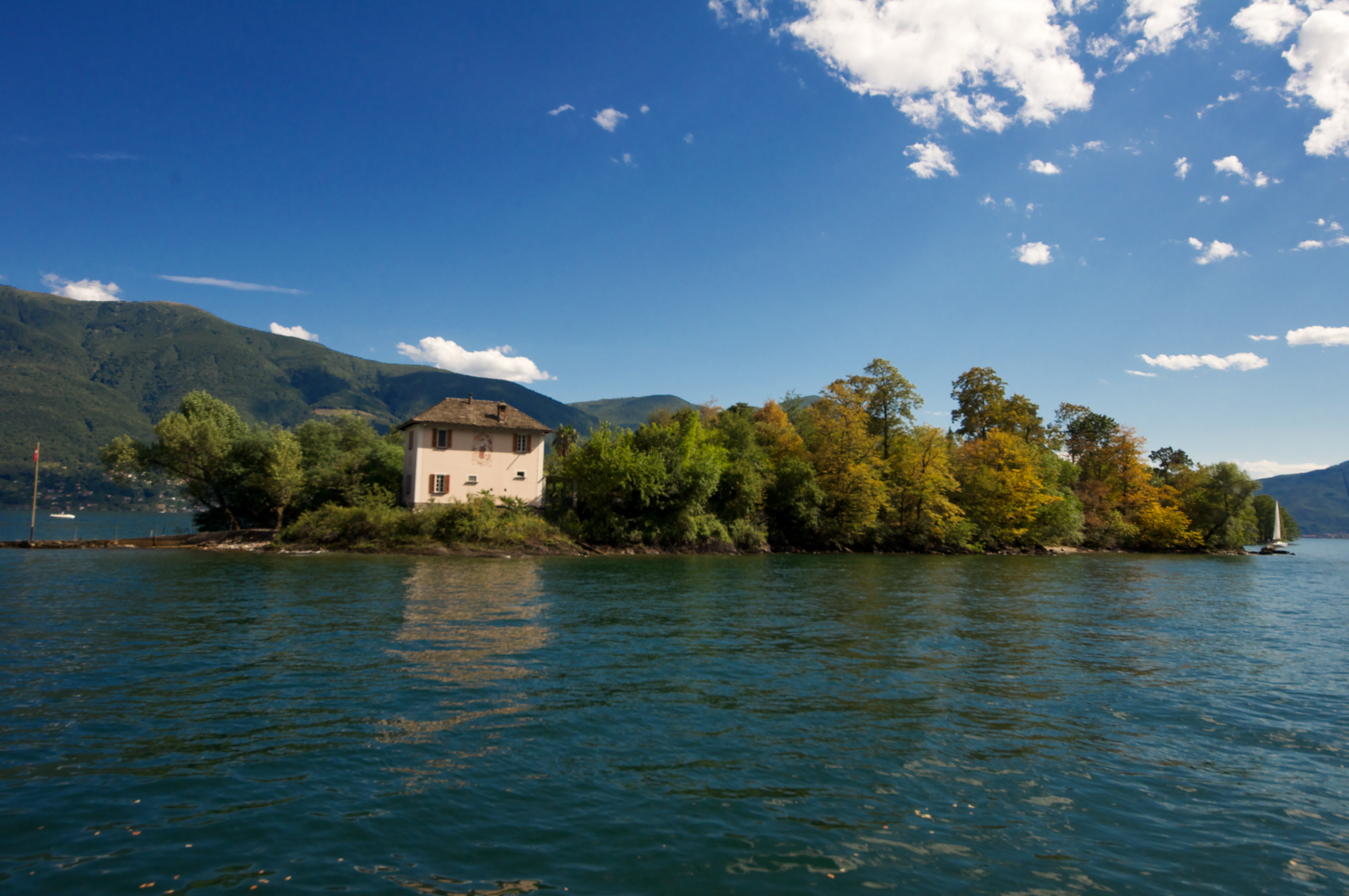
Casa sull'isolotto dei conigli
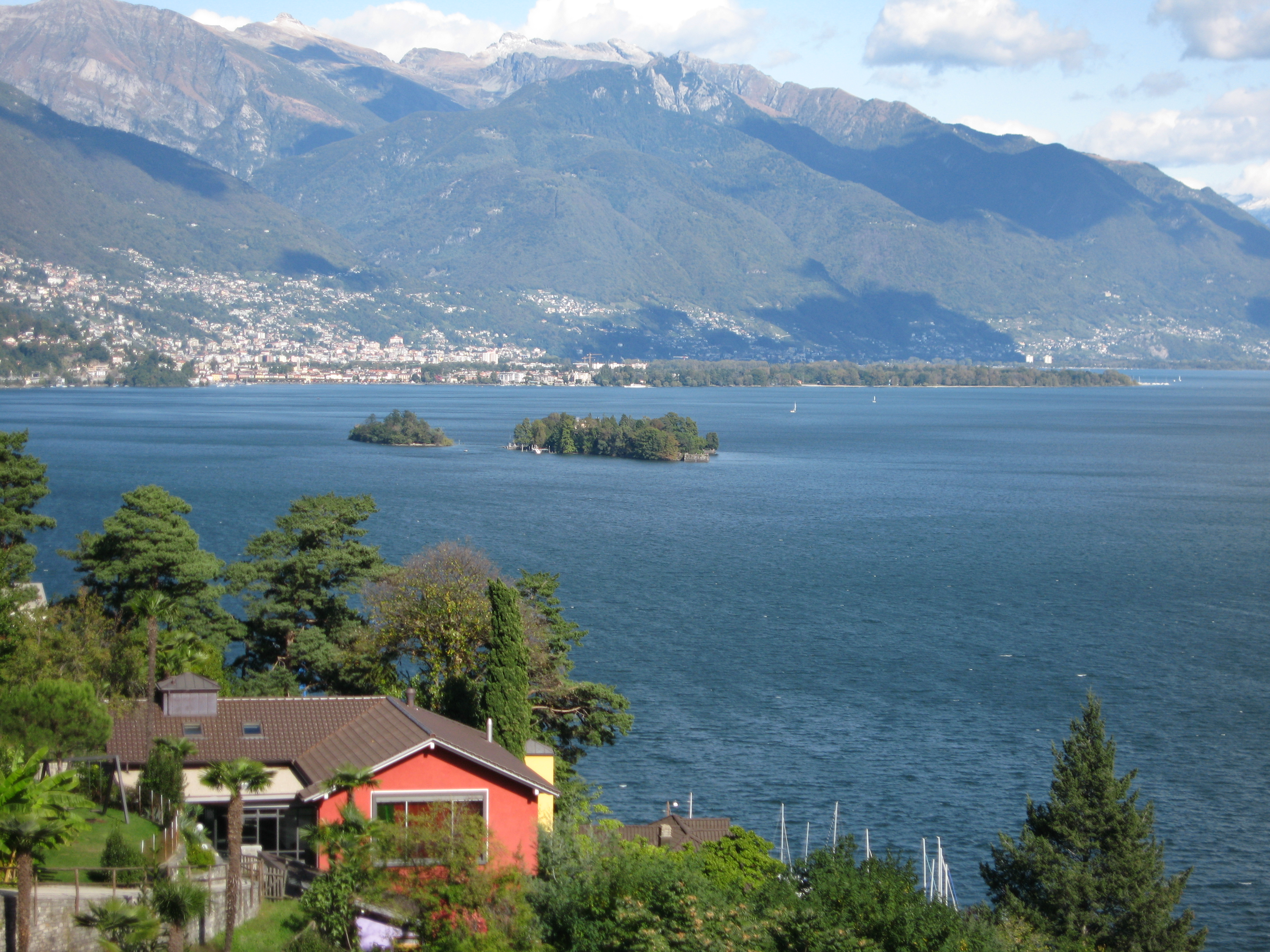
Le isole con sullo sfondo Ascona e il delta del fiume Maggia
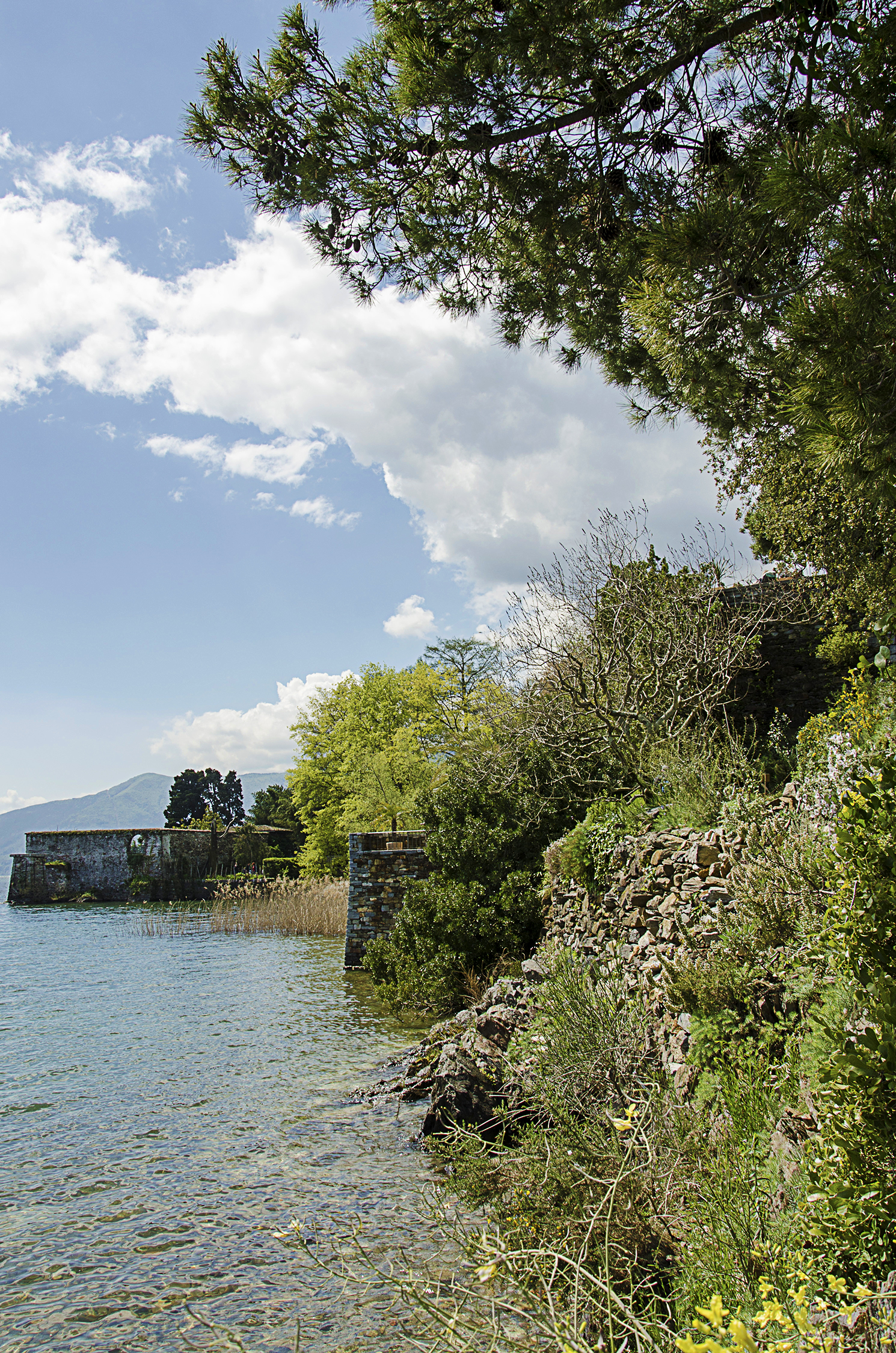
Lato est dell'Isola Grande